# سامويل غراندسير
سامويل غراندسير (بالفرنسية: Samuel Grandsir) هو لاعب كرة قدم فرنسي في مركز الهجوم ولد في يوم 14 أغسطس 1996 في مدينة إفرو في فرنسا، يلعب حالياً مع نادي موناكو وسبق له اللعب مع نادي تروا ويبلغ طوله 170 سم.

## روابط خارجية
- سامويل غراندسير على موقع الدوري الأمريكي (الإنجليزية)
- سامويل غراندسير على موقع إي إس بي إن إف سي (الإنجليزية)
- سامويل غراندسير على موقع قاعدة بيانات كرة القدم.إي يو (الإنجليزية)
- سامويل غراندسير على موقع ليكيب (الفرنسية)
- سامويل غراندسير على موقع Soccerbase.com (لاعب) (الإنجليزية)
- سامويل غراندسير على موقع Soccerway.com (الإنجليزية)
- سامويل غراندسير على موقع عالم كرة القدم.نت (الإنجليزية)
- سامويل غراندسير على موقع AS.com (الإسبانية)